# Efluvio telogénico agudo
El efluvio telogénico agudo es la alopecia más frecuente después de la alopecia androgénica. Es una caída difusa, reversible y más brusca que en el caso de la alopecia androgénica. Se presenta de dos a cuatro meses después de haber actuado la causa desencadenante sobre la fase telogénica del folículo piloso. Se relaciona con numerosas causas, como la utilización de anticonceptivos hormonales, cirugías, dietas hipocalóricas excesivas, infecciones agudas y fiebre alta, hemorragias, fármacos anticoagulantes, estrés, posparto, radiación ultravioleta.